# Transposición de Fritsch-Buttenberg-Wiechell
La transposición de Fritsch-Buttenberg-Wiechell, es una reacción orgánica en donde un 1,1-diaril-2-bromo-alqueno transpone a un 1,2-diaril alquino por reacción con una base fuerte, por ejemplo un alcóxido. Es llamada así por los químicos Paul Ernst Moritz Fritsch (1859–1913), Wilhelm Paul Buttenberg y Heinrich G. Wiechell.

Esta transposición también es posible con grupos alquilo

## Mecanismo de Reacción
La base fuerte desprotona el hidrógeno vinílico, el cual inmediatamente sufre una eliminación α para dar un carbeno vinílico. Una migración 1,2-arilo forma el producto deseado, el 1,2-diaril alquino.

## Aplicación
Un estudio exploró esta reacción para la síntesis de poliinos novedosos: